# Hendes Fortid (amerikansk film fra 1916)
 For alternative betydninger, se Hendes Fortid. (Se også artikler, som begynder med Hendes Fortid)
Hendes Fortid er en amerikansk stumfilm fra 1916 af Charles Giblyn.

## Medvirkende
- Bessie Barriscale - Grace Tyler
- William Desmond - Michael Arnold
- Franklin Ritchie - John Marshall
- Alice Terry - Ruth Tyler
- Louise Brownell - Mrs. Tyler